# Cynara (pel·lícula)
Cynara és una pel·lícula de drama romàntic estatunidenca pre-codi del 1932 sobre un advocat britànic que paga un alt preu per una aventura. És protagonitzada per Ronald Colman, Kay Francis i Phyllis Barry. Està basat en la novel·la de 1928 An Imperfect Lover de Robert Gore-Browne. El febrer de 2020 la pel·lícula es va projectar al 70è Festival Internacional de Cinema de Berlín, com a part d'una retrospectiva dedicada a la carrera de King Vidor. Un tauler de text al principi de la pel·lícula s'explica el títol: "Inspirat en les línies immortals d'Ernest Dowson: 'He estat fidel a tu, Cynara, a la meva manera". El poema en qüestió, Non Sum Qualis eram Bonae Sub Regno Cynarae, va ser publicat per primera vegada el 1894.

## Argument
A Nàpols, l'advocat deshonrat de Londres, James "Jim" Warlock es prepara per separar-se de la seva estimada dona Clemency i començar de nou a Sud-àfrica. Quan ella li demana que expliqui els esdeveniments que van portar a la seva caiguda, es produeix un salt enrere.
Treballador, triomfador i profundament enamorat, Jim espera amb il·lusió el seu setè aniversari de noces. El seu amic John Tring creu que Jim necessita "color" a la seva vida i es riu d'ell perquè és "l'últim dels homes virtuosos". Jim està abatut quan Clemency li informa que ha de portar la seva germana Garla a Venècia durant un mes per allunyar-la d'un saltador de paracaigudes, l'últim d'una sèrie d'homes inadequats dels quals s'ha enamorat.
Mentre les dones estan fora, Tring porta el seu amic a sopar. Al restaurant, una jove botiguera anomenada Doris Lea a l'estand del costat es posa el barret de bomber d'en Jim amb un desafiament de la seva amiga i companya de pis Milly Miles. Tring està encantat i persuaix el reticent Jim perquè s'uneixi a les noies. A la Doris li agrada molt Jim i li dona la seva adreça. Més tard, arrenca el full de paper.
Tring té altres idees. Organitza que Jim jutgi un concurs de banyadors i informa a la Doris, que es converteix en concursant. Jim l'anomena guanyadora. Quan ella rellisca i es lesiona el turmell, ell l'agafa i la porta de nou al seu pis. Allà, li avisa que està casat i que de la seva relació no pot sortir res de bo. Ella li diu que no causarà problemes quan ell vulgui acabar-ho. S'embarquen en una aventura idíl·lica.
Tanmateix, quan la Clemency, la Garla i el nou promès italià de la Garla finalment tornen, a la Doris li resulta impossible renunciar a l'home que estima. Finalment, Jim li escriu una carta dient-li que ja no la pot veure. Ella respon suïcidant-se.
Es troba la carta i Jim es veu obligat a declarar a la investigació. Quan el forense li pregunta si la Doris tenia alguna relació anterior, Jim protegeix la seva privadesa i es nega a respondre, tot i que ella li va parlar d'una relació anterior. Jim no és culpable de cap delicte, però l'escàndol destrueix la seva prometedora carrera.
S'acaba el salt enrere. Després que Jim se'n va per abordar el seu transatlàntic, Tring ve a parlar amb Clemency. Accepta una part de la culpa pel que va passar i li recorda a la Clemency que potser no tornarà a veure en Jim mai més. Ella corre cap al vaixell per reunir-se amb el seu marit.

## Repartiment
- Ronald Colman com a Jim Warlock
- Kay Francis com a Clemency Warlock
- Phyllis Barry com a Doris Emily Lea
- Henry Stephenson com a John Tring
- Viva Tattersall com a Milly Miles
- Florine McKinney com a Gorla
- Clarissa Selwynne com Onslow
- Paul Porcasi com a Joseph, mestre d'
- George Kirby com a Mr Boots, MC de la competició de vestits de bany
- Donald Stuart com a Henry
- Wilson Benge com a Merton, el servent de Jim
- Halliwell Hobbes com a forense